# Fornicata
Fornicata је група једноћелијских хетеротрофних екскаватних протиста. Њихове ћелије карактерише присуство једног или два кинетида (са по 2—4 кинетотозома) спојена са цитостомима, једног до два једра, као и одсуство типичних митохондрија. Апоморфна карактеристика целе групе је настајање B-влакна уз R2 микротубуларни корен.

## Систематика
Адл и сарадници (2005) деле групу Fornicata на следећи начин:
класа 
ред 
ред 
род 